# Bryans Road
Bryans Road – jednostka osadnicza w Stanach Zjednoczonych, w stanie Maryland, w hrabstwie Charles.